# Morne Fraser
Morne La Source ist mit seinem zweiten Gipfel Morne Fraser (693 m) das landschaftsbestimmende vulkanische Bergmassiv im Carib Territory im Inselstaat Dominica.

## Geographie
Der Berg befindet sich im Osten des Landes auf dem Gebiet des Parish Saint David. Zahlreiche Bäche entspringen in den Hängen des Berges, unter anderem Charles Warner River, Ravine Bois Diable, Salibia River, Kusarakua und Wakaman River, sowie vom Südhang Zuflüsse des Castle Bruce River (Yellow River). Die bedeutendsten Siedlungen im Umkreis sind Castle Bruce und Crayfish River.